# Lyman Lemnitzer

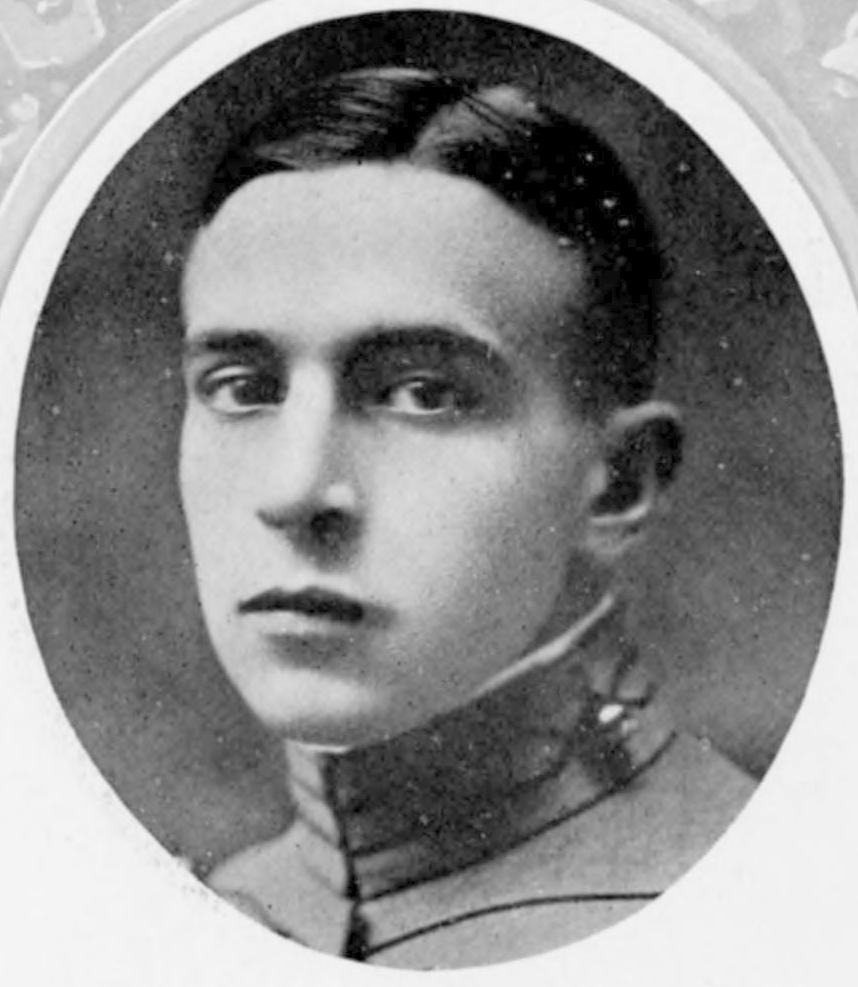
Lyman Lemnitzer w West Point, 1920

Lyman Louis Lemnitzer (ur. 29 sierpnia 1899 w Honesdale, Pensylwania, zm. 12 listopada 1988 w Waszyngtonie) – generał armii amerykańskiej, Przewodniczący Kolegium Połączonych Szefów Sztabów (1960–1962), Naczelny Dowódca Połączonych Sił Zbrojnych NATO w Europie (1963–1969).

## Życiorys
Urodził się 29 sierpnia 1899 w Honesdale, w stanie Pensylwania. W 1920 ukończył West Point i został przydzielony na swój wniosek do jednostki artylerii przybrzeżnej. Lemnitzer służył na Filipinach, gdzie rozpoczął swoją wojskową karierę.
W czerwcu 1942 awansował na generała brygady i wkrótce potem został przydzielony do sztabu generała Eisenhowera. Współtworzył plany inwazji na Afrykę Północną i Sycylię; w listopadzie 1944 awansował do stopnia generała dywizji.
Lemnitzer był jednym z wyższych oficerów, biorących udział w negocjacjach dotyczących kapitulacji Włoch oraz poddania się niemieckich wojsk w 1945.
Po zakończeniu II wojny światowej został przydzielony do działu strategicznego Kolegium Szefów Połączonych Sztabów. W 1950, w wieku 51 lat przeszedł szkolenie spadochronowe, następnie obejmując dowództwo nad 11 Dywizją Powietrznodesantową. W listopadzie 1951 został wysłany do Korei, gdzie dowodził 7 Dywizją Piechoty. W sierpniu 1952 został promowany na generała broni.
Lemnitzer awansował na stopień generała i 8 Armii w marcu 1955. w lipcu 1957 został Szef Sztabu US Army, a we wrześniu 1960 został powołany na Przewodniczącego Kolegium Szefów Połączonych Sztabów.
Jako przewodniczący Kolegium, Lemnitzer zajmował się sprawami nieudanej inwazji w Zatoce Świń oraz w początkowym zaangażowaniu amerykańskim w Wietnamie. Był również zobowiązany do złożenia zeznań przed Komisją Spraw Zagranicznych Senatu na temat jego wiedzy o działalności gen. Edwin Walkera, który został usunięty z armii za rzekome próby promowania swoich poglądów politycznych w wojsku.
W 1962, Lemnitzer zaaprobował plany operacji Northwoods, zakładającej przeprowadzenie przez CIA lub inne agencje rządowe ataków terrorystycznych w miastach USA; ataki te miały zwiększyć publiczne poparcie dla planowanej wojny przeciwko Fidelowi Castro na Kubie. Jeden z wariantów planu proponował rozpętanie kampanii terroru kubańskiego na obszarze Miami, innych miast Florydy, a nawet w samym Waszyngtonie. 3 marca 1962 Lemnitzer przedstawił plany Sekretarzowi Obrony, Robercie McNamarze. Nie wiadomo, w jaki sposób zareagował McNamara, ale trzy dni później prezydent Kennedy odpowiedział generałowi, że nie ma szans na to, by Ameryka podjęła działania wojskowe przeciwko Kubie. W przeciągu kilku miesięcy, po decyzji odmownej, Lemnitzer przestał być przewodniczącym Kolegium Szefów Połączonych Sztabów.
W listopadzie 1962 Lemnitzer został mianowany Naczelnym Dowódcą Połączonych Sił Zbrojnych NATO w Europie oraz Naczelnym Dowódcą NATO w styczniu 1963.
Odszedł na emeryturę w lipcu 1969. W 1975 prezydent Gerald Ford powołał go na członka Komisji badającej działalność CIA na terenie Stanów Zjednoczonych (Komisja Rockefellera). Komisja miała zbadać czy Centralna Agencja Wywiadowcza naruszyła prawo amerykańskie, jak i jej domniemany udział w zabójstwie prezydenta Johna F. Kennedy’ego.
Zmarł 12 listopada 1988 i został pochowany na Narodowym Cmentarzu w Arlington, wraz ze swoją żoną Katherine Tryon Lemnitzer (1901–1994).

## Odznaczenia
- Parachutist Badge
- Army Distinguished Service Medal – czterokrotnie
- Navy Distinguished Service Medal
- Air Force Distinguished Service Medal
- Srebrna Gwiazda
- Oficer Legii Zasługi – order przyznany pomyłkowo podczas II wojny światowej, później nadanie nie zostało anulowane
- Legia Zasługi
- Prezydencki Medal Wolności (1987)
- American Defense Service Medal
- American Campaign Medal
- European-African-Middle Eastern Campaign Medal
- World War II Victory Medal
- Army of Occupation Medal
- National Defense Service Medal
- Korean Service Medal
- Krzyż Wielki Orderu Zasługi Wojskowej (Brazylia)
- Medal Wojenny (Brazylia)
- Krzyż Wielki Orderu Zasługi (Chile)
- Czechosłowacki Medal Wojskowy „Za Zasługi” I stopnia (Czechosłowacja)
- Wielka Wstęga Orderu Menelika II (Etiopia)
- Krzyż Wielki Orderu Legii Honorowej (Francja, 1966)[4]
- Medal Wojskowy (Francja)
- Krzyż Wojenny z brązową palmą (Francja)
- Wielka Wstęga Orderu Wschodzącego Słońca (Japonia)
- Order Orła Białego (Jugosławia)
- Wielki Oficer Orderu Boyacá (Kolumbia)
- Wstęga Taeguk Orderu Zasługi Wojskowej (Korea Płd.)
- Wstęga Eulji Orderu Zasługi Wojskowej (Korea Płd.)
- Presidential Unit Citation (Korea Płd.)
- Złoty Krzyż Zasługi z Mieczami (Polska)
- Krzyż Honoru Bundeswehry w Złocie (Republika Federalna Niemiec)
- Order Słonia Białego I klasy (Tajlandia)
- Honorowy Towarzysz Orderu Łaźni (Wielka Brytania)
- Honorowy Komandor Orderu Imperium Brytyjskiego (Wielka Brytania) – klasa wojskowa
- Kawaler Krzyża Wielkiego Orderu Zasługi Republiki Włoskiej (Włochy)
- Kawaler Krzyża Wielkiego Orderu Korony Włoch (Włochy)
- Kawaler Krzyża Wielkiego Orderu Wojskowego Włoch (Włochy)
- United Nations Korea Medal (ONZ)

## Film
Postać Lymana Lemnitzera pojawia się w filmie Olivera Stone’a – JFK. Gra ją aktor John Seitz.